# Etten-Leur
Etten-Leur és un municipi de la província del Brabant del Nord, al sud dels Països Baixos. L'1 de gener del 2009 tenia 41.286 habitants repartits sobre una superfície de 55,88 km² (dels quals 0,52 km² corresponen a aigua). Limita al nord amb Moerdijk, a l'oest amb Halderberge, a l'est amb Breda i al sud amb Rucphen i Zundert.

## Ajuntament
- APB (6 regidors)
- CDA (6 regidors)
- D66 (1 regidor)
- GroenLinks (1 regidor)
- Ons Etten-Leur (3 regidors)
- PvdA (6 regidors)
- VVD (4 regidors)